# Gopherschildkröten

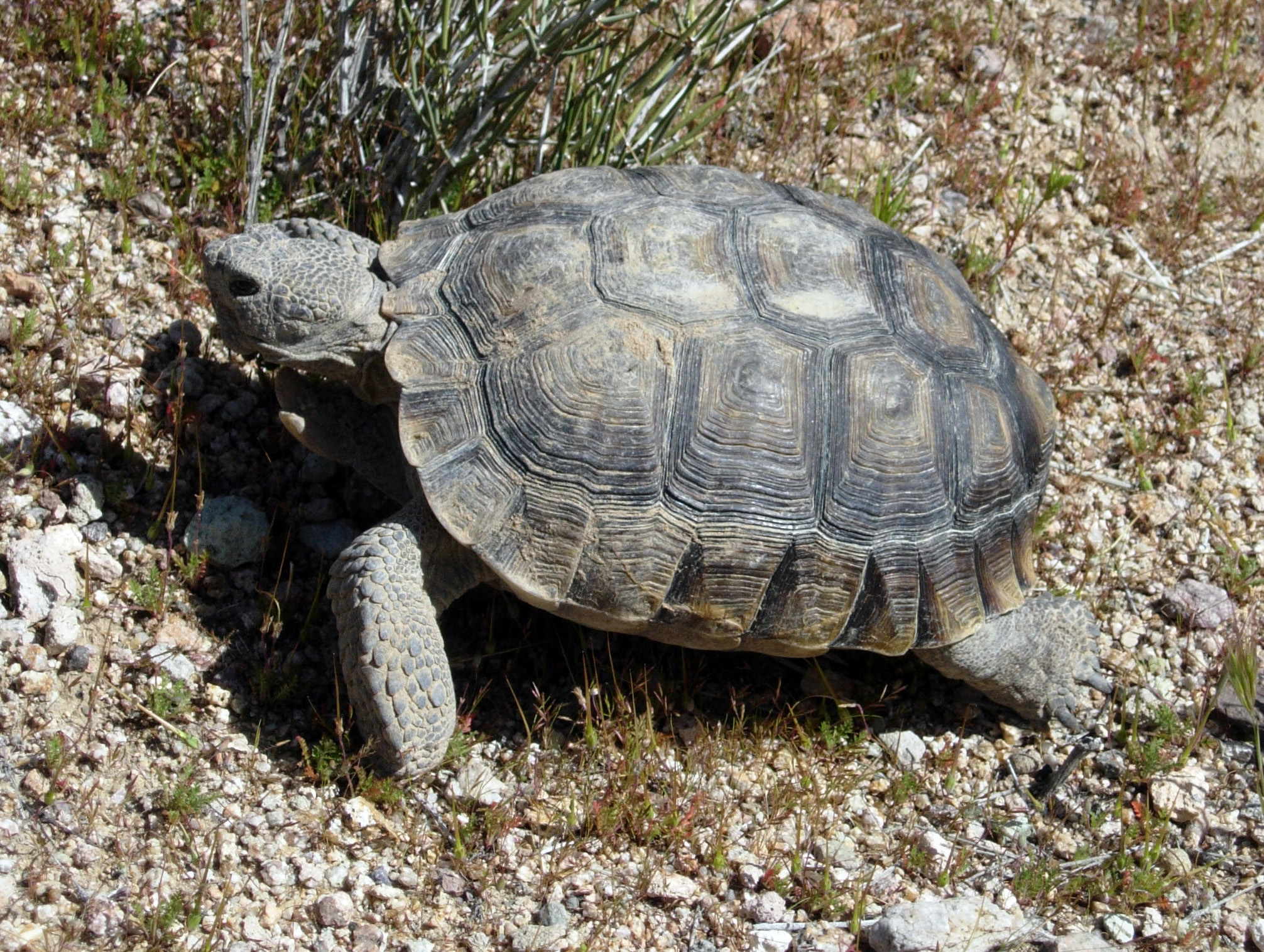
Kalifornische Gopherschildkröte

Die Gopherschildkröten (Gopherus) sind eine Schildkrötengattung  aus der Familie der Landschildkröten. Ihr Verbreitungsgebiet ist auf das Südliche Nordamerika begrenzt. Nach neuen genetischen Untersuchungen ist die nächstverwandte Gattung die in Asien vorkommende Gattung der Asiatischen Waldschildkröten (Manouria).

## Erscheinungsbild
Ausgewachsene Gopherschildkröten erreichen eine Carapaxlänge von bis zu 40 Zentimeter und können bis etwa vier Kilogramm wiegen. Ihre Vorderbeine sind abgeflacht und stark beschuppt, was das Graben im Boden erleichtert.

## Verbreitungsgebiet und Lebensraum
Die Gopherschildkröten sind in ihrem Verbreitungsgebiet auf den Süden Nordamerikas begrenzt. Sie kommen in den USA von der kalifornischen Mojave-Wüste bis nach Florida sowie im nördlichen Teil Mexikos vor. Die erst 1959 wissenschaftlich beschriebene Gelbrand-Gopherschildkröte ist in ihrer Verbreitung sogar auf das kleine Areal der Chihuahua-Wüste im mexikanischen Bundesstaat Durango begrenzt.
Ihr Lebensraum sind Trockengebiete und Randgebiete von Wüsten. An die hohen Temperaturen ihres Lebensraums haben sie sich durch mehrere Strategien angepasst. Sie sind dämmerungsaktiv und sie sind in der Lage, Baue zu graben, die eine Länge bis zu 12 Metern und eine Tiefe von bis zu 3 Metern erreichen. In diesen Bauen verbringen sie den größten Teil des Tages. Tiefe und Länge des Baus sind abhängig von Temperaturen, die in ihrem Lebensraum vorkommen. Außerdem werden diese Baue auch von einer Reihe anderer Tierarten als Wohnhöhle genutzt. Aus diesem Grund spielen Gopherschildkröten eine große Rolle in ihrem jeweiligen Ökosystem.

## Lebensweise
Gopherschildkröten fressen überwiegend pflanzliche Nahrung. Dazu zählt Gras und Hülsenfrüchte.  Zu ihren Nahrungspflanzen zählen außerdem kleine Beeren, Früchte. Sie fressen außerdem Aas sowie die Exkremente von Säugetieren. Gopherschildkröten trinken nur selten. Das von ihnen benötigte Wasser nehmen sie überwiegend über ihre Nahrung auf. Die Paarungszeit der Gopherschildkröten fällt in den Zeitraum April bis Mai. Ein Gelege umfasst in der Regel zwischen drei und fünfzehn Eier. Der Zeitraum, der bis zum Schlupf der Jungtiere vergeht, beträgt zwischen 70 und 100 Tagen und ist unter anderem von der Umgebungstemperatur abhängig. Die Geschlechtsreife erreichen die Tiere in einem Lebensalter von zehn bis fünfzehn Jahren.

## Bestand
Gopherschildkröten sind in ihrem Verbreitungsgebiet streng geschützt, weil sie als bedrohte Tierart gelten. Wesentliche Ursache der Bedrohung ist ein Verlust an Lebensraum. Diese Schildkrötengattung spielt auch aus diesem Grund kaum eine Rolle in der Terrarienhaltung.

## Arten
Zu der Gattung werden 6 Arten gerechnet:
- Kalifornische Gopherschildkröte (Gopherus agassizii (Cooper, 1863))
- Texas-Gopherschildkröte (Gopherus berlandieri (Agassiz, 1857))
- Gopherus evgoodei Edwards, Karl, Vaughn, Rosen, Meléndez-Torres & Murphy, 2016
- Gelbrand-Gopherschildkröte (Gopherus flavomarginatus Legler, 1959)
- Sonora-Gopherschildkröte (Gopherus morafkai Murphy, Berry, Edwards, Leviton, Lathrop & Riedle, 2011)
- Georgia-Gopherschildkröte (Gopherus polyphemus (Daudin, 1802))

## Nachweise